# Reith bei Kitzbühel

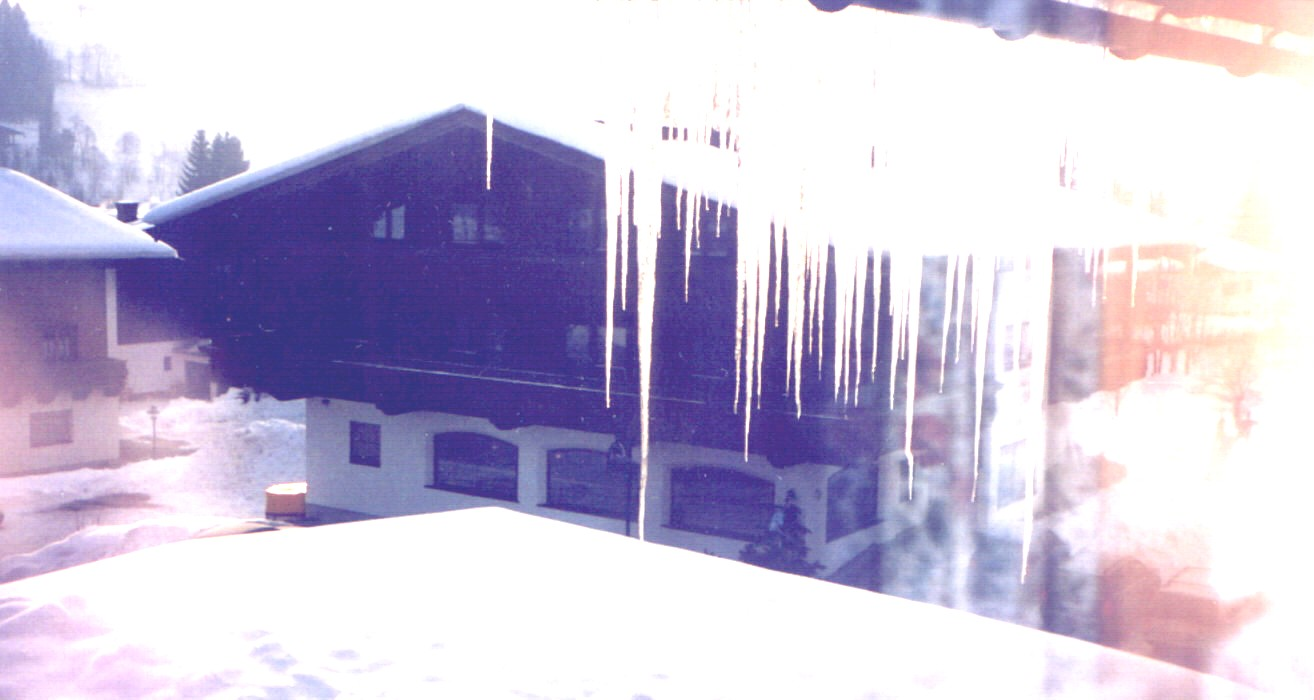
Casa tradicional austríaca em Reith bei Kitzbühel

Reith bei Kitzbühel é um município da Áustria, situado no distrito de Kitzbühel, no estado do Tirol.
Possui uma escola de esqui, onde muitas crianças dão os seus primeiros passos nesta modalidade desportiva. A escola situa-se junto a um pequeno declive, onde os menos experientes e os mais experientes podem realizar descidas de esqui, com o auxílio de meios mecânicos na subida. Em comparação com outros locais onde o esqui é praticado, é um sítio bastante calmo.
Dispõe também de diversas casas de hóspedes e alguns restaurantes, onde é possível desfrutar da hospitalidade e gastronomia locais. O Tiroler Gröstl, o Spätzle e o Zwiebelrostbraten são algumas das iguarias tradicionais que é possível degustar.
A igreja é de inspiração barroca e data originalmente do século XV, tendo sido submetida a um restauro iniciado em 1727 e terminado em 1729. Apresenta pinturas de Benedikt Faistenberger, frescos nos tectos, uma torre gótica e uma antiga cruz de procissão, do século XIV. Reith bei Kitzbühel integra a diocese de Linz. Durante uma missa especial na manhã do primeiro dia do ano, os camponeses pedem a bênção do seu gado, representado por animais esculpidos.
O visitante pode obter informações turísticas num departamento para esse efeito, existente na casa de cultura local, Kulturhaus. Esta dispõe de duas salas de espectáculos, a maior para 400 pessoas, a menor para 50 pessoas.
Merece algum destaque o Schloss Münichau, antigo castelo do século XV, transformado em hotel em 1957. Sofreu um incêndio em 1914, que o destruiu quase na totalidade. A partir de 1921, foi utilizado durante anos como armazém.
A poucos quilómetros de distância encontra-se a popular estância de esqui de Kitzbühel.

## Localidades vizinhas
Ellmau, Going am Wilden Kaiser, Kirchberg in Tirol, Kitzbühel, Oberndorf in Tirol

## Geminações
Reith bei Kitzbühel encontra-se geminada com:
- Wetzlar, na Alemanha (desde 1980)